# Vraneša
Vraneša (Servisch cyrillisch Вранеша) is een plaats in de Servische gemeente Nova Varoš. De plaats telt 485 inwoners (2002).